# 遠隔操縦式掃海具

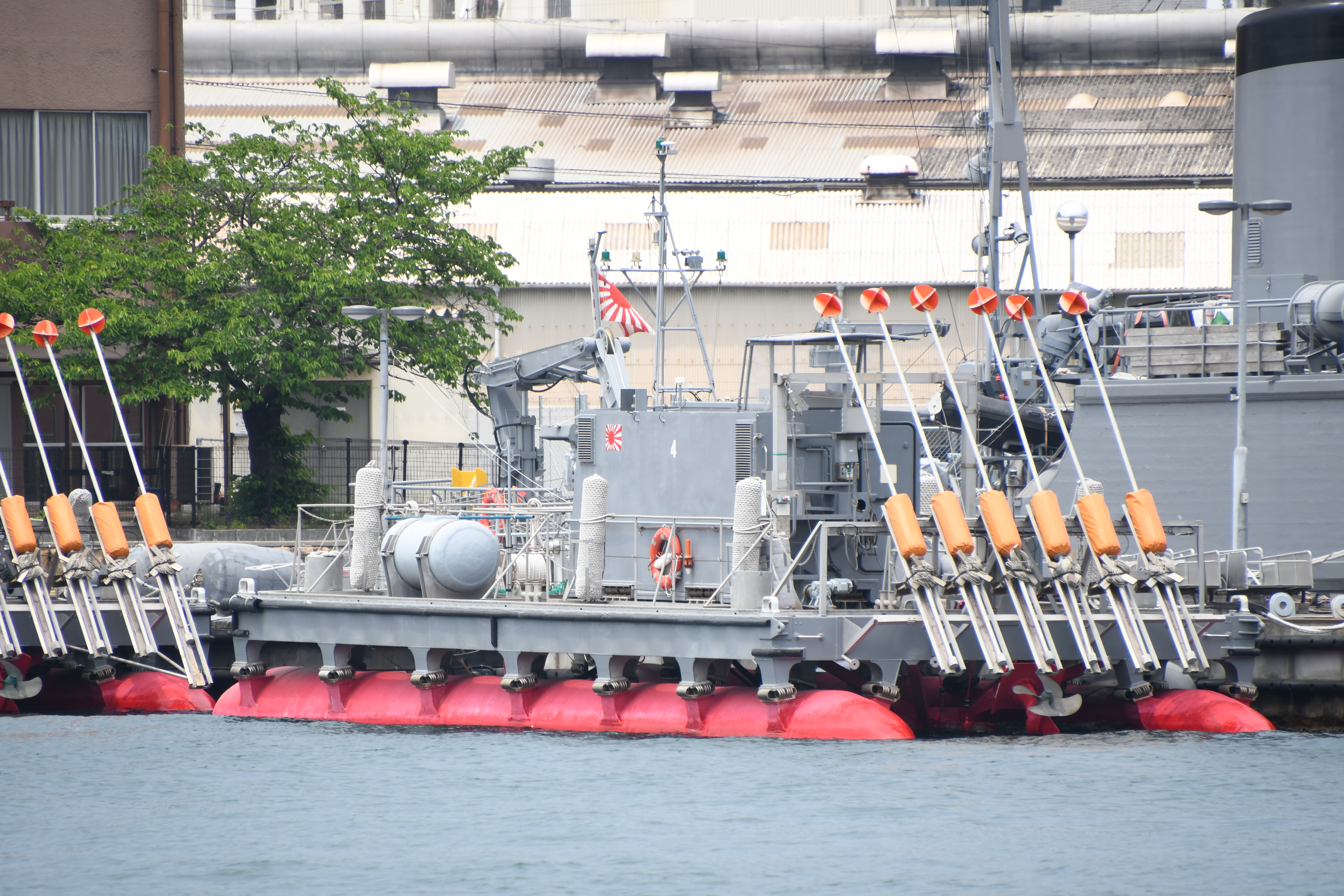
岸壁に係留された海上自衛隊のSAM、後方からの写真

自航式感応掃海具（スウェーデン語: självgående akustiskt minsvep / 英語: Self-propelled Acoustic-and-magnetic Minesweep, SAM）は、スウェーデンのカールスクローナが開発した掃海用の無人水上艇（USV）。海上自衛隊では遠隔操縦式掃海具として採用された。

## 設計
SAMは、発泡プラスチックが充填されたガラス繊維強化プラスチック（GRP）製のフロート2個の上に、18×6.1メートル大のアルミニウム合金製の桁を架した構造となっている。吃水は0.7メートル、推進器部分で1.6メートルである。ボルボ・ペンタTAMD-70Dディーゼルエンジン（150キロワット）1基を搭載しており、最大8ノット、航続距離330海里を発揮できる。掃海海域では掃海管制艇からの無線操縦によって行動するが、安全海域での移動などでは有人で航行することもある。対機雷戦では主として感応掃海を担当しており、磁気掃海具は内蔵式、音響掃海具は曳航式として装備している。また掃海済み水路を表示するために8基の位置表示ブイを搭載できる。スウェーデン海軍では1983年から1986年にかけて引き渡しを受けた。
またその後、エアクッション艇として再設計されたSAM-II（軽荷排水量30.6トン、全長22.5メートル、最大速度40ノット）も開発された。アメリカは湾岸戦争中にSAMを使用していたこともあって、1993年より共同開発に着手したが、1995年に脱退した。現在では、エアクッション艇ではなく初代SAMを拡大した構造のSAM-3が開発されている。

## 日本での導入
当初、海上自衛隊では、03中期防の期間中に小型掃海艇（MSB）が全て除籍時期を迎えたあとは、中型掃海艇（MSC）が進入できないような極浅海域の掃海機能については掃海ヘリコプターと水中処分隊に一任する方針としていた。しかしその後、1991年の自衛隊ペルシャ湾派遣での掃海作業の教訓から、MSBが備えていたような10メートル以浅の掃海機能を引き続き維持する必要が認められるようになった。
1992年頃より、海上幕僚監部防衛課において兵力の在り方の検討が開始され、1994年秋頃には、MSBの代替兵力として無人掃海具（SAM）を導入するという機種選定が終了した。これに伴い、従来は呉地方隊のもとでMSBを運用していた第101掃海隊は、別枠として掃海隊群の隷下に移されてSAMの運用部隊として再編されることになり、また旧式化した掃海艇がSAMを管制する掃海管制艇として配備されることになった。ただし03中期防の原計画にないSAMを導入するにあたり、内局では「特段の施設整備および維持管理体制を必要としない」という条件をつけたが、実際には相当の作業が生じて、説明遅れと相まって、維持管理を担当する部隊に混乱を生じた。
なお導入後、使用時以外は揚陸させて維持整備することが検討されたが、当時は揚陸場所の候補とされたLCAC整備場の開場そのものが地域住民の反発を受けていたこともあって、実現しなかった。
その後、老朽化・陳腐化に伴って運用は縮小されていき、2020年10月1日に第101掃海隊は解隊されて、SAMも退役した。